# Diocesi di Castello di Numidia
La diocesi di Castello di Numidia (in latino: Dioecesis Castellana in Numidia) è una sede soppressa e sede titolare della Chiesa cattolica.

## Storia
Castello di Numidia, probabilmente identificabile con Henchir-Gastal nell'odierna Algeria, è un'antica sede episcopale della provincia romana di Numidia.
Unico vescovo conosciuto di questa diocesi africana è Onorato, il cui nome appare al 4º posto nella lista dei vescovi della Numidia convocati a Cartagine dal re vandalo Unerico nel 484; Onorato, come tutti gli altri vescovi cattolici africani, fu condannato all'esilio.
Dal 1933 Castello di Numidia è annoverata tra le sedi vescovili titolari della Chiesa cattolica; dal 14 febbraio 2023 il vescovo titolare è Anthony Narh Asare, vescovo ausiliare di Accra.

## Cronotassi

### Vescovi residenti
- Onorato † (menzionato nel 484)

### Vescovi titolari
- Luigi Maffeo † (16 gennaio 1966 - 7 maggio 1971 deceduto)
- Tamás Jung † (22 dicembre 1971 - 5 dicembre 1992 deceduto)
- Donato De Bonis † (25 marzo 1993 - 23 aprile 2001 deceduto)
- Peter Hla (13 marzo 2001 - 15 dicembre 2005 nominato vescovo di Pekhon)
- Antonio Di Donna (4 ottobre 2007 - 18 settembre 2013 nominato vescovo di Acerra)
- Pedro Javier Torres (16 novembre 2013 - 11 novembre 2022 nominato vescovo di Rafaela)
- Anthony Narh Asare, dal 14 febbraio 2023